# NSU (fabrikant)
NSU was een Duitse fabrikant van breimachines, en later auto's en motorfietsen. Het bedrijf werd in 1873 opgericht, en in 1969 door Volkswagen AG overgenomen.

## Historie
In 1873 gingen Christian Schmidt (1845-1884) en Heinrich Stoll een samenwerkingsverband aan. Schmidt was vaardig in mechanica. Het duo begon in Riedlingen an der Donau in een watermolen met de Mechanische Werkstätte zur Herstellung von Strickmaschinen (mechanische werkplaats voor de vervaardiging van breimachines). Toen de fabriek naar een nieuwe, grotere locatie zocht, kwam men in Neckarsulm terecht, waar de waterkracht van Neckar en Sulm kon worden gebruikt. De naam van de nieuwe fabriek werd Neckarsulmer Strickmaschinen-Fabrik AG.
Na het overlijden van Schmidt in 1884 kwam de fabriek in handen van zijn zwager Gottlob Banzhaf (1858-1930) die in 1886 besloot over te stappen op de fabricage van tweewielers. Banzhaf zag potentieel in het nieuwe vervoermiddel, en verwachtte met fietsen meer geld te kunnen verdienen dan met breimachines. De "Germania", een vélocipède, was het eerste product na de omschakeling, en vanaf 1888 legde men zich toe op de fabricage van lagere fietsen.
De bedrijfsnaam was Neckarsulmer Fahrradwerke AG, later NSU Vereinigte Fahrzeugwerke, NSU Werke Aktiengesellschaft en NSU Motorenwerke AG.
In 1901 produceerde men de eerste motorfiets met 1½ pk Zedel-clip-on motor. Al snel werden eigen motorblokken ontwikkeld. De machines werden aanvankelijk onder de naam Neckarsulm of Neckarsulmer Motorrad verkocht, maar deze naam was met name voor de Engelse klanten niet uit te spreken, daarom werd het al snel NSU, waarvoor de letters genomen werden uit de naam van de standplaats: NeckarSUlm. In 1905 werd de eerste auto gefabriceerd, in licentie van het Belgische merk Pipe. In datzelfde jaar bracht men ook het eerste eigen automodel op de markt: de driewieler Sulmobil.
Met haar motorfietsen behaalde NSU grote racesuccessen en veel wereldberoemde coureurs reden ooit op een NSU. Na de overgang van Walter William Moore van Norton naar NSU gingen de motoren er erg “Engels” uitzien.
Tijdens de Tweede Wereldoorlog produceerde NSU uiteraard militair materieel, waaronder het bekende Kettenkrad dat tot 1949 werd geproduceerd. In 1949 begon men weer civiele motorfietsen te bouwen, maar al eerder, in 1947 werd een contract gesloten met Innocenti om de Lambretta-scooters in licentie te produceren. Aanvankelijk waren dit in Italië geproduceerde scooters die licht aangepast werden, maar in 1951 werden ze geheel in Duitsland gebouwd. Deze scooter-productie eindigde in 1959.
In de jaren 50 werd de bromfiets NSU Quickly gepresenteerd, waarvan gedurende de latere jaren diverse varianten verschenen, zoals de sportief ogende Cavallino, die opgevolgd werd door de TT. In 1963 besloot NSU de productie van bromfietsen stop te zetten en het laatste type dat werd geproduceerd was de Quickly F.
In de jaren vijftig vierde NSU triomfen op de racecircuits met de revolutionaire 125cc- en 250cc-racemotoren. Het revolutionaire was gelegen in de nokkenasaandrijving door middel van twee excentrische drijfstangen. In 1957 deed NSU de motorfietsproductie gedeeltelijk over naar de Joegoslavische Pretis-fabriek om zich meer op de automarkt te kunnen concentreren. Wel werden er nog een tijdje Lambretta-scooters gebouwd, en daarna nog de NSU Prima-scooter. In 1965 werd de motorfietsenproductie beëindigd.
De grootste bekendheid genoot NSU met de NSU Ro 80 (1967). Deze auto was voorzien van een dubbelschijfs wankelmotor. Aanvankelijk hadden de motoren echter veel problemen. Omdat NSU een garantie van vijf jaar op de motoren gaf zorgde dit voor hoge kosten. In 1969 werd NSU overgenomen door Volkswagen, waarna het merk werd samengevoegd met Auto-Union. De combinatie ging verder als Audi NSU Auto Union AG en werd in 1985 omgedoopt in Audi.

## Naoorlogse automodellen
- NSU Prinz I, II, 30 en III (1958-1962)
- NSU Prinz 4 (1961-1972)
- NSU Sport Prinz (op basis van de Prinz - Carrossier Bertone)
- NSU Wankel Spider (1964-1967)
- NSU Prinz 1000 (1965-1972)
- NSU Typ 110 (1965-1967)
- NSU 1200 (1967-1972)
- NSU Ro 80 (1967-1977)
- NSU Trapeze conceptwagen (1973)

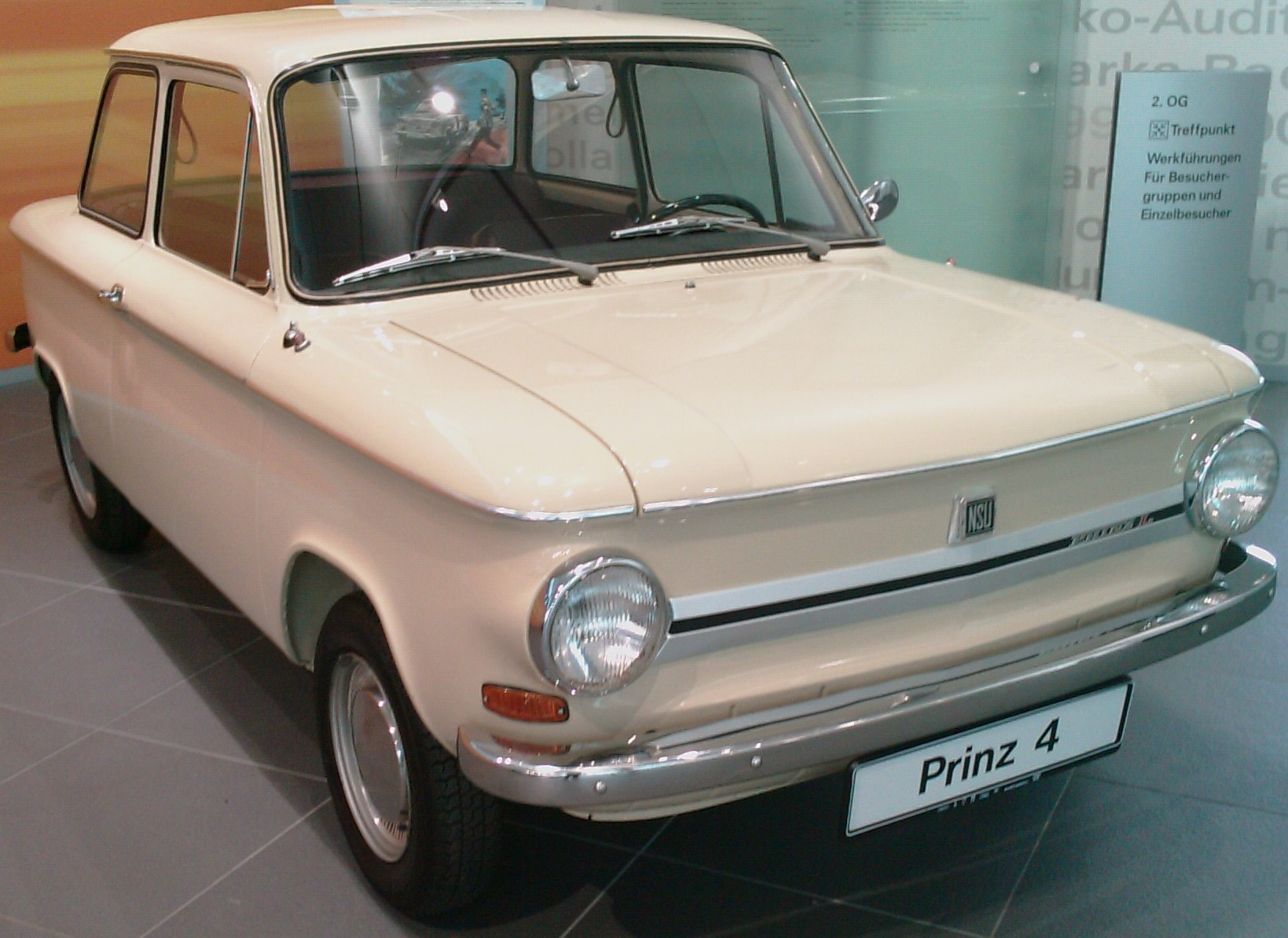
NSU Prinz 4
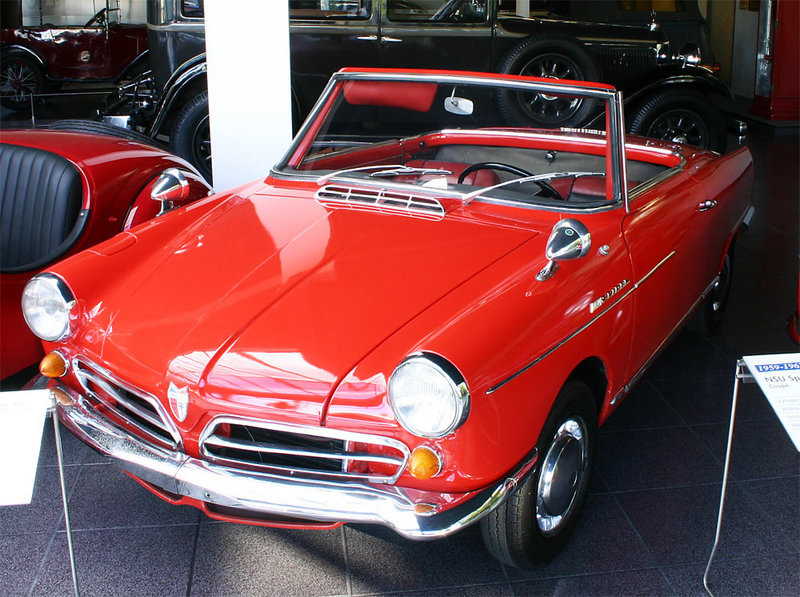
NSU Wankel Spider
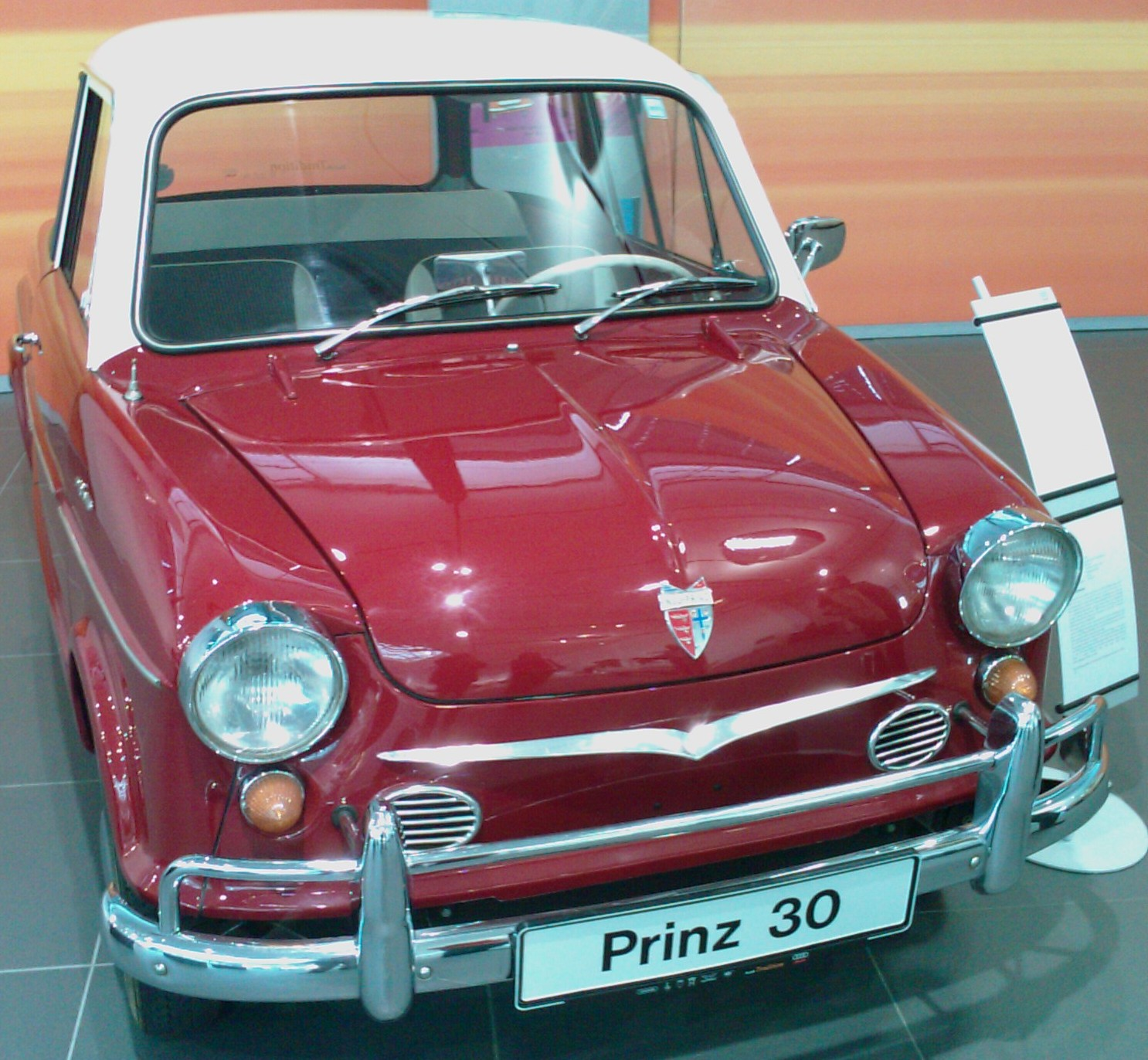
NSU Prinz 30
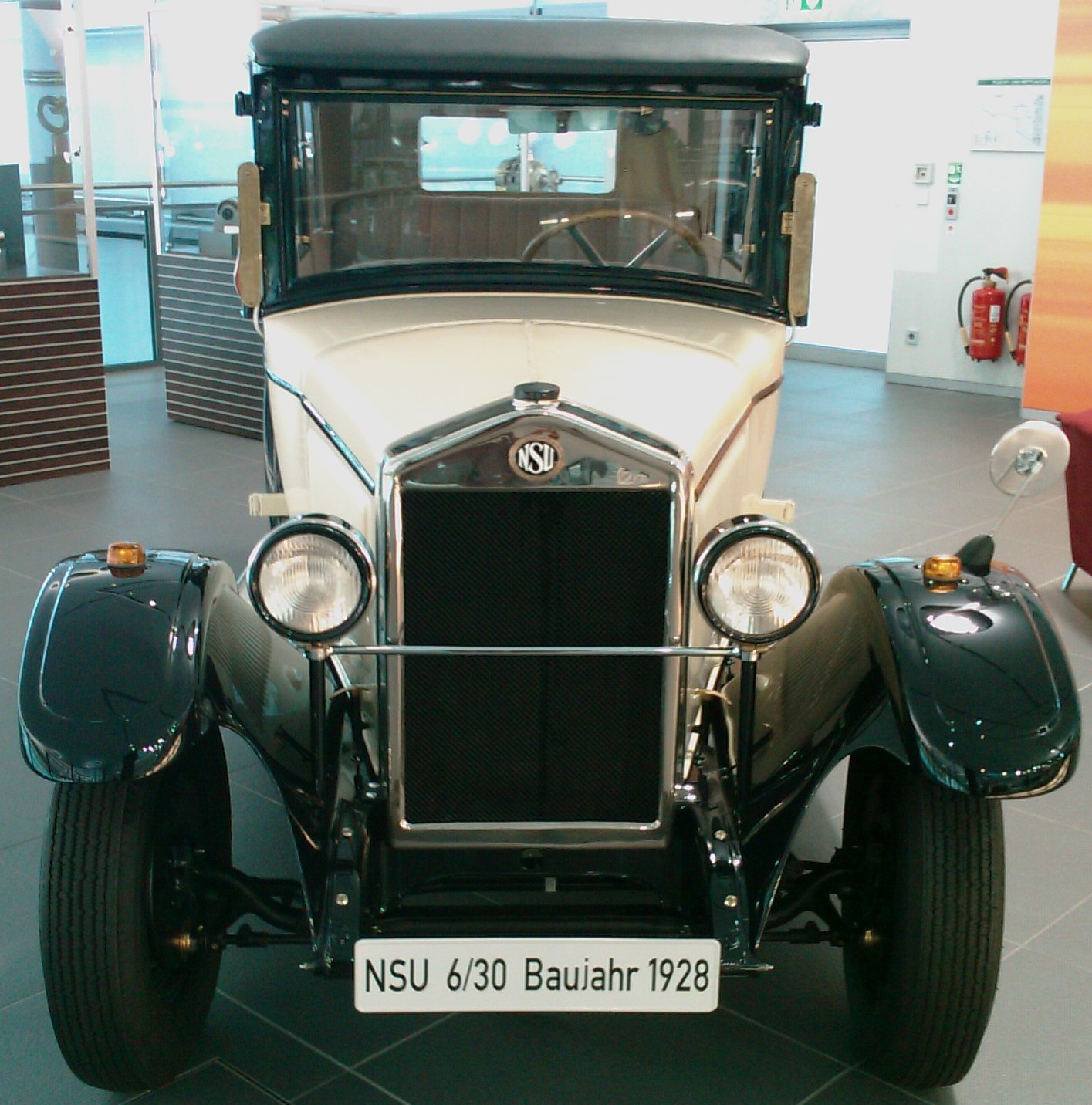
NSU 6/30 uit 1928

## Tijdlijn naoorlogse personenauto's
| Marktsegment          | 1940         | 1940         | 1940         | 1940         | 1940         | 1950         | 1950         | 1950         | 1950         | 1950         | 1950         | 1950         | 1950         | 1950               | 1950               | 1960                | 1960                | 1960                | 1960                 | 1960                | 1960                | 1960                | 1960                | 1960                | 1960                   | 1970                   | 1970                   | 1970                   | 1970                   | 1970                   | 1970                   | 1970                   | 1970                   | 1970                   | 1970                   |  |  |  |  |
| Marktsegment          | 5            | 6            | 7            | 8            | 9            | 0            | 1            | 2            | 3            | 4            | 5            | 6            | 7            | 8                  | 9                  | 0                   | 1                   | 2                   | 3                    | 4                   | 5                   | 6                   | 7                   | 8                   | 9                      | 0                      | 1                      | 2                      | 3                      | 4                      | 5                      | 6                      | 7                      | 8                      | 9                      |  |  |  |  |
| Compacte klasse       |              |              |              |              |              |              |              |              |              |              |              |              |              | Prinz I / II / III | Prinz I / II / III | Prinz I / II / III  | Prinz I / II / III  | Prinz 4             | Prinz 4              | Prinz 4             | Prinz 4             | Prinz 4             | Prinz 4             | Prinz 4             | Prinz 4                | Prinz 4                | Prinz 4                | Prinz 4                | Prinz 4                |                        |                        |                        |                        |                        |                        |  |  |  |  |
| Compacte klasse       |              |              |              |              |              |              |              |              |              |              |              |              |              |                    |                    |                     |                     |                     | Prinz 1000 / 1000 TT |                     |                     |                     |                     |                     |                        |                        |                        |                        |                        |                        |                        |                        |                        |                        |                        |  |  |  |  |
| Compacte middenklasse |              |              |              |              |              |              |              |              |              |              |              |              |              |                    |                    |                     |                     |                     |                      |                     | Typ 110             | Typ 110             | Typ 110             | 1200                | 1200                   | 1200                   | 1200                   | 1200                   | 1200                   |                        |                        |                        |                        |                        |                        |  |  |  |  |
| Hogere middenklasse   |              |              |              |              |              |              |              |              |              |              |              |              |              |                    |                    |                     |                     |                     |                      |                     |                     |                     | Ro 80               | Ro 80               | Ro 80                  | Ro 80                  | Ro 80                  | Ro 80                  | Ro 80                  | Ro 80                  | Ro 80                  | Ro 80                  | Ro 80                  |                        |                        |  |  |  |  |
| Coupé                 |              |              |              |              |              |              |              |              |              |              |              |              |              | Sport Prinz        | Sport Prinz        | Sport Prinz         | Sport Prinz         | Sport Prinz         | Sport Prinz          | Sport Prinz         | Sport Prinz         | Sport Prinz         | Sport Prinz         |                     |                        |                        |                        |                        |                        |                        |                        |                        |                        |                        |                        |  |  |  |  |
| Cabriolet             |              |              |              |              |              |              |              |              |              |              |              |              |              |                    |                    |                     |                     |                     |                      | Wankel Spider       | Wankel Spider       | Wankel Spider       | Wankel Spider       |                     |                        |                        |                        |                        |                        |                        |                        |                        |                        |                        |                        |  |  |  |  |
| Sportwagen            |              |              |              |              |              |              |              |              |              |              |              |              |              |                    |                    |                     |                     |                     |                      |                     |                     |                     | TT / TTS            | TT / TTS            | TT / TTS               | TT / TTS               | TT / TTS               | TT / TTS               |                        |                        |                        |                        |                        |                        |                        |  |  |  |  |
| Eigenaar              | NSU Werke AG | NSU Werke AG | NSU Werke AG | NSU Werke AG | NSU Werke AG | NSU Werke AG | NSU Werke AG | NSU Werke AG | NSU Werke AG | NSU Werke AG | NSU Werke AG | NSU Werke AG | NSU Werke AG | NSU Werke AG       | NSU Werke AG       | NSU Motorenwerke AG | NSU Motorenwerke AG | NSU Motorenwerke AG | NSU Motorenwerke AG  | NSU Motorenwerke AG | NSU Motorenwerke AG | NSU Motorenwerke AG | NSU Motorenwerke AG | NSU Motorenwerke AG | Audi NSU Auto Union AG | Audi NSU Auto Union AG | Audi NSU Auto Union AG | Audi NSU Auto Union AG | Audi NSU Auto Union AG | Audi NSU Auto Union AG | Audi NSU Auto Union AG | Audi NSU Auto Union AG | Audi NSU Auto Union AG | Audi NSU Auto Union AG | Audi NSU Auto Union AG |  |  |  |  |

## Trivia
- NSU gebruikte de slagzin Vorsprung durch Technik ("Voorsprong door Techniek"), die tegenwoordig door Audi wordt gebruikt.

- Spot- en bijnamen
  - NSU Rennfox 125 R 11 1954: De Blauwe Walvis (deze racemotor was voorzien van een grote blauwe stroomlijn die ook het voorwiel omsloot).
  - NSU (algemeen): Na Starten Uitgeput, Nooit Slechter Uitgevonden, Nooit Sneller Uitgevonden, Norton Spareparts Used (GB). (De laatste spotnaam ontstond toen ontwerper Walter William Moore van Norton naar NSU ging).
  - Maar natuurlijk is er ook een positieve afkorting als bijnaam: Nooit Sukkelt U of nog beter: Nog Steeds Uniek.